# Gigantochloa ridleyi
Gigantochloa ridleyi är en gräsart som beskrevs av Richard Eric Holttum. Gigantochloa ridleyi ingår i släktet Gigantochloa och familjen gräs. Inga underarter finns listade i Catalogue of Life.